# Governatorato di Siliana
Il governatorato di Siliana è uno dei 24 governatorati della Tunisia. Venne istituito nel 1956 e corrisponde alla fascia montagnosa centrale del paese; suo capoluogo è Siliana.

## Centri abitati
Oltre al capoluogo Siliana, tra i centri abitati si ricordano
- Bou Arada
- Maktar

## Siti archeologici
Degni di nota i siti archeologici di Mactaris e Musti